# Type 91 (siluro)
Il siluro Type 91, Tipo 91 o Modello 91, è stato il siluro leggero standard per aerosiluranti, costruito per l'aviazione della marina imperiale giapponese ed impiegato nelle sue varianti per tutta la durata della seconda guerra mondiale.

## Storia
Anche per i siluri aviolanciati fu sperimentata dalla Marina Giapponese la propulsione alimentata da ossigeno puro, adottata nel siluro Type 93 ma il modello sperimentale denominato Type 94, fu abbandonato nel 1935 poiché la complicazione del sistema di alimentazione ad ossigeno non era ritenuta necessaria su di un siluro a corto raggio.
Nella seconda guerra sino-giapponese, per mancanza di bersagli, non fu utilizzato in azione. Nell'autunno del 1941, nell'imminenza dell'Attacco di Pearl Harbor, dove i bassi fondali della baia rischiavano di far fallire il lancio dei siluri, furono svolti dal tenente comandante Shigeharu Murata prolungati test sia di tattica che di sviluppo dei materiali che portarono all'applicazione al siluro 91 di un impennaggio in legno supplementare, applicato a quello standard, che permetteva una rapida stabilizzazione in volo per poi distaccarsi con l'impatto in acqua, lasciando la configurazione idrodinamica originale.

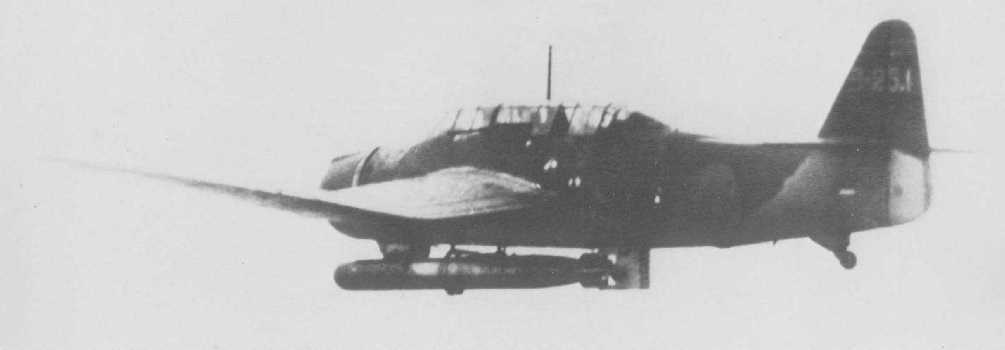
Un Aichi B7A in volo che trasporta un siluro tipo 91 con gli impennaggi supplementari in legno in una versione databile al 1944

Nel 1941, il siluro Tipo 91, mod.1 equipaggiò i bombardieri Nakajima B5N nell'attacco di Pearl Harbor e i Mitsubishi G3M che attaccarono la Prince of Wales e la Repulse.
Fu successivamente sviluppato durante 1941 il mod.2, con una testata potenziata e degli stabilizzatori anti rollio per la stabilizzazione in volo, in modo da garantire un corretto assetto all'ingresso in acqua, ma non risulta impiegato fino al tardo 1942.
Il mod.3 fu messo in linea nel 1943, oltre ad una testata ulteriormente maggiorata a 240 kg, fu irrobustito per permettere il lancio alla velocità di 300 nodi. Seguì il mod.4 (1944), avente solo una testata maggiorata a 308 kg a cui seguì il mod.7(1944) con la testata portata a 420 kg.

## Tecnica
Il Tipo 91 era un siluro leggero, ovvero della classe dal diametro da 450 mm, della lunghezza di 5 m per 700 kg di peso, portati a 5,7 m e 1 000 kg nell'ultima versione (1944). Il motore radiale ad 8 cilindri a doppia stella era alimentato da aria compressa a cui venivano miscelati kerosene ed acqua questa miscela veniva incendiata ed alimentava il motore.
I siluri tipo 91 erano molto affidabili ma richiedevano di rispettare dei limiti precisi per il lancio, pena il danneggiamento del siluro. Valori ideali erano un angolo di lancio compreso tra 17° e 20°, una velocità di 180 nodi a 100 m di quota che portava il siluro a 103 m/s nell'impatto in acqua. Le versioni successive, dal mod.3, irrobustite e dotate di stabilizzatori giroscopici, permettevano il lancio a 350 nodi (mod.3 strong 1944).

## Utilizzatori
Giappone
- Marina imperiale giapponese